# Дембеле, Мусса (французский футболист)
Мусса́ Дембеле́ (фр. Moussa Dembélé; родился 12 июля 1996 года Понтуаз, Франция) — французский футболист, нападающий клуба «Аль-Иттифак».

## Клубная карьера

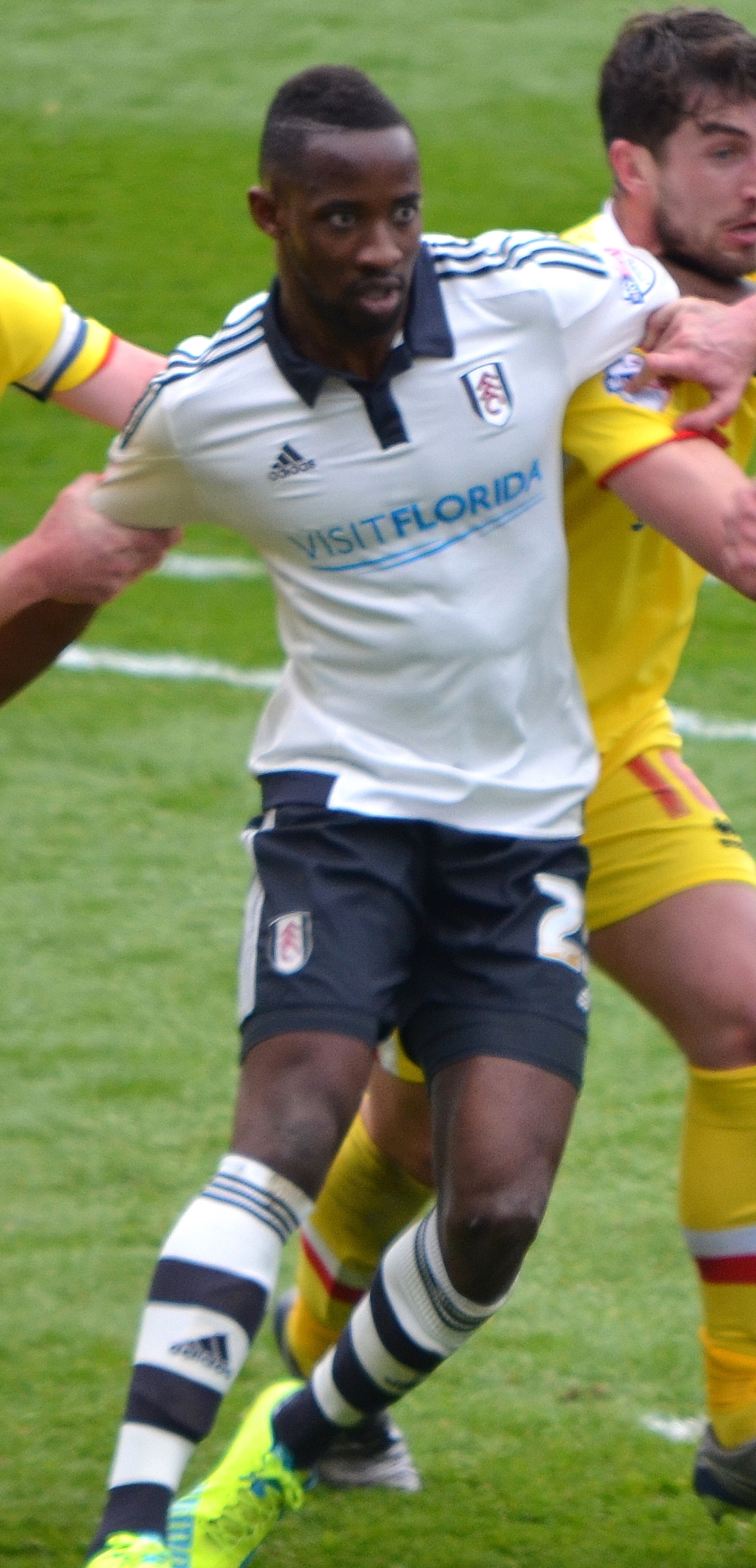
Дембеле в составе «Фулхэма»

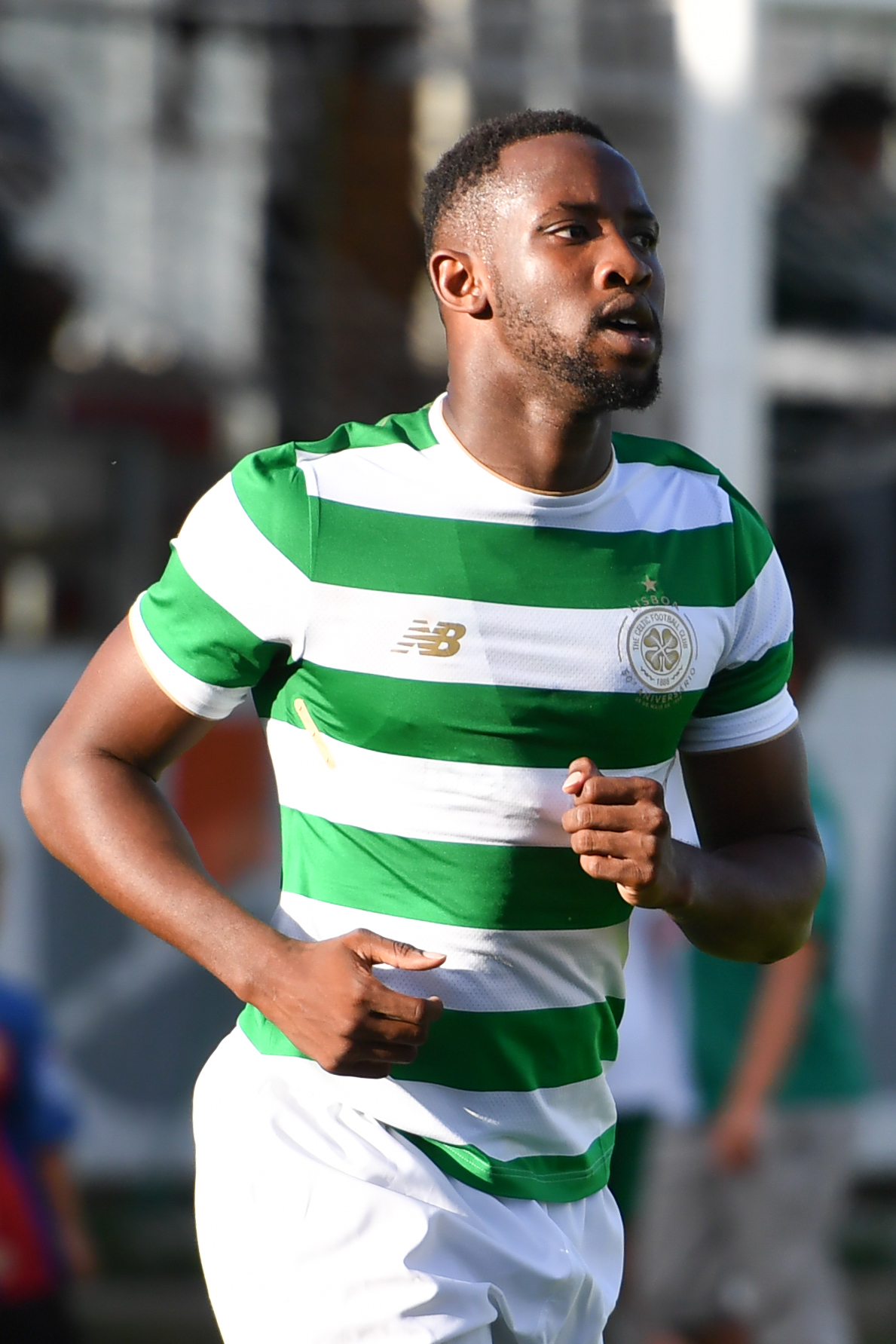
Дембеле в составе «Селтика»

Воспитанник клубов «Пари Сен-Жермен» и английского «Фулхэма». 30 ноября 2013 года в матче против «Вест Хэм Юнайтед» дебютировал в Премьер-лиге, заменив во втором тайме Кирана Ричардсона, в конце матча получил травму. 28 октября 2014 года в матче Кубка Футбольной лиги против «Дерби Каунти» Дембеле сделал дубль, забив свои первые голы за «дачников». 13 сентября в матче против «Блэкберн Роверс» забил свой первый гол за «Фулхэм» в чемпионате. 28 июня 2016 года перешёл на правах свободного агента в шотландский «Селтик», контракт был подписан сроком на 4 года. 12 июля в отборочном раунде Лиги чемпионов против гибралтарского «Линкольн Ред Импс» дебютировал за клуб. 3 августа в поединке квалификации против казахстанской «Астаны» забил свой первый гол за «Селтик», реализовав пенальти. 7 августа в матче против «Харт оф Мидлотиан» дебютировал в чемпионате. 10 сентября в «Дерби старой фирмы» против «Рейнджерс» сделал хет-трик. В 2017 году помог клубу выиграть чемпионат и завоевать Кубок Шотландии.
Летом 2018 года Дембеле перешёл в «Олимпик Лион», подписав контракт на 5 лет. Сумма трансфера составила 22 млн евро. 15 сентября в матче против «Кана» он дебютировал в Лиге 1. 26 сентября в поединке против «Дижона» Мусса сделал «дубль», забив свои первые голы за «Олимпик Лион».
13 января 2021 года на правах аренды перешёл в «Атлетико Мадрид» до конца сезона за 1,5 млн евро с правом выкупа. 20 февраля в матче против «Леванте» он дебютировал в Ла Лиге. В своём дебютном сезоне Мусса стал чемпионом Испании. По окончании аренды Дембеле вернулся в «Лион». 

## Карьера в сборной
В 2015 году Дембеле в составе юношеской сборной Франции принял участие в чемпионате Европы в Греции. На турнире сыграл в матчах против команд Украины, Греции, Австрии и Испании. В поединках против греков и украинцев забил два гола.
В 2019 году в составе молодёжной сборной Франции Дембеле принял участие в молодёжном чемпионате Европы в Италии и Сан-Марино. На турнире он сыграл в матчах против команд Англии, Хорватии и Испании. В поединке против хорватов Мусса забил гол. 

## Достижения
Командные
«Селтик»
- Чемпионат Шотландии по футболу (2) — 2016/2017, 2017/2018
- Обладатель Кубка Шотландии — 2016/2017
- Обладатель Кубка шотландской лиги — 2016/2017, 2017/2018

«Атлетико Мадрид»
- Чемпион Испании: 2020/21

## Статистика

### Клубная статистика
По состоянию на 19 декабря 2020 года
| Выступление      | Выступление      | Выступление      | Лига | Лига | Кубки | Кубки | Еврокубки | Еврокубки | Остальные | Остальные | Итого | Итого |
| Клуб             | Лига             | Сезон            | Игры | Голы | Игры  | Голы  | Игры      | Голы      | Игры      | Голы      | Игры  | Голы  |
| ---------------- | ---------------- | ---------------- | ---- | ---- | ----- | ----- | --------- | --------- | --------- | --------- | ----- | ----- |
| Фулхэм           | Чемпионшип       | 2013/14          | 2    | 0    | 1     | 0     | 0         | 0         | 0         | 0         | 3     | 0     |
| Фулхэм           | Чемпионшип       | 2014/15          | 11   | 0    | 4     | 2     | 0         | 0         | 0         | 0         | 15    | 2     |
| Фулхэм           | Чемпионшип       | 2015/16          | 43   | 15   | 3     | 2     | 0         | 0         | 0         | 0         | 46    | 17    |
| Фулхэм           | Итого            | Итого            | 56   | 15   | 8     | 4     | 0         | 0         | 0         | 0         | 64    | 19    |
| Селтик           | Премьершип       | 2016/17          | 29   | 17   | 8     | 10    | 12        | 5         | 0         | 0         | 49    | 32    |
| Селтик           | Премьершип       | 2017/18          | 25   | 9    | 6     | 6     | 8         | 1         | 0         | 0         | 39    | 16    |
| Селтик           | Премьершип       | 2018/19          | 1    | 0    | 1     | 1     | 4         | 2         | 0         | 0         | 6     | 3     |
| Селтик           | Итого            | Итого            | 55   | 26   | 15    | 17    | 24        | 8         | 0         | 0         | 94    | 51    |
| Олимпик Лион     | Лига 1           | 2018/19          | 33   | 15   | 7     | 4     | 6         | 1         | 0         | 0         | 46    | 20    |
| Олимпик Лион     | Лига 1           | 2019/20          | 27   | 16   | 9     | 6     | 10        | 2         | 0         | 0         | 46    | 24    |
| Олимпик Лион     | Лига 1           | 2020/21          | 16   | 1    | 0     | 0     | 0         | 0         | 0         | 0         | 16    | 1     |
| Олимпик Лион     | Итого            | Итого            | 76   | 32   | 16    | 10    | 16        | 3         | 0         | 0         | 108   | 45    |
| Всего за карьеру | Всего за карьеру | Всего за карьеру | 158  | 66   | 29    | 25    | 35        | 9         | 0         | 0         | 222   | 100   |